# Stéphane Daoudi

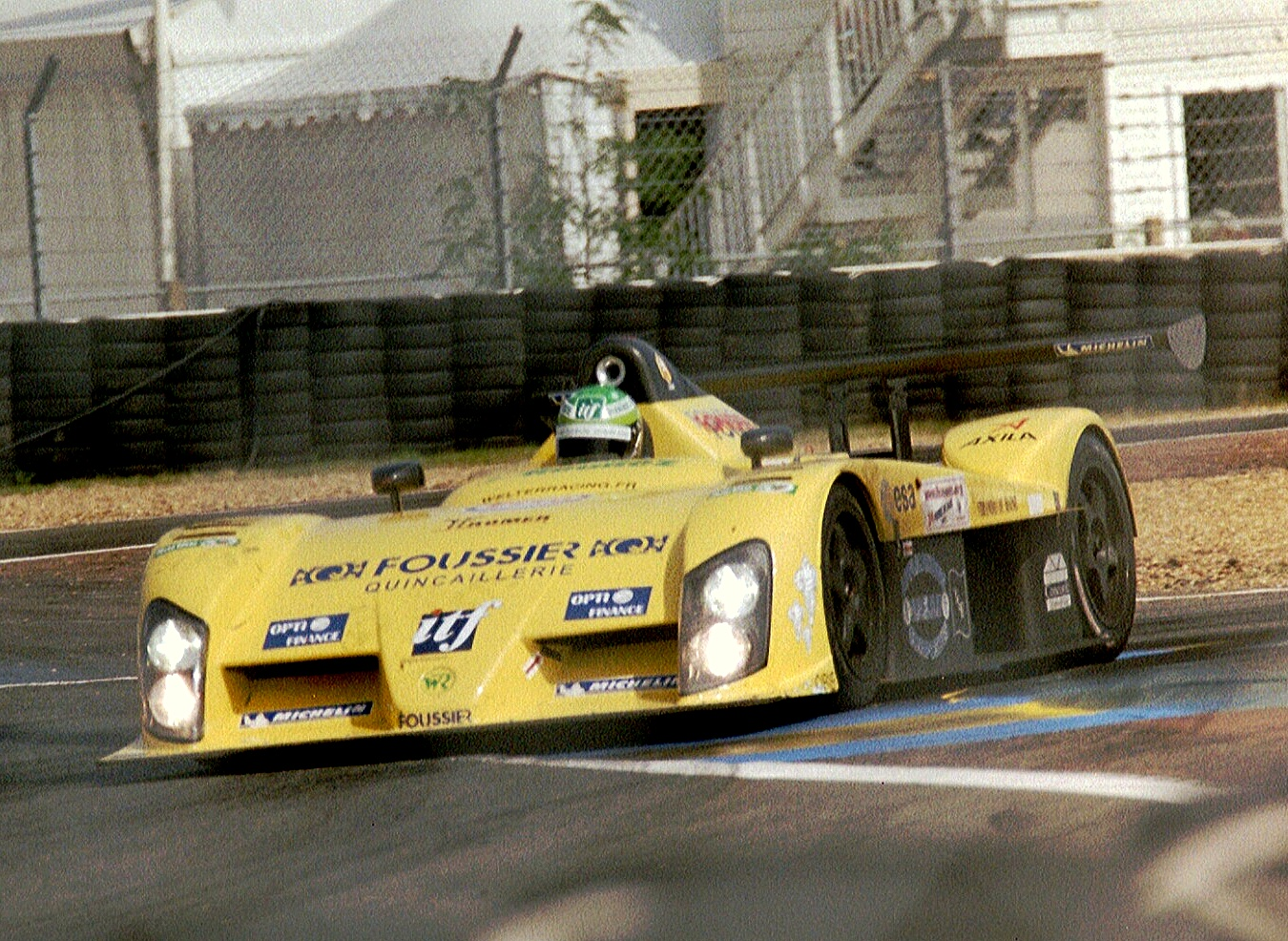
Der WR LMP02 von Bastien Brière, Jean-René de Fournoux und Stéphane Daoudi beim 24-Stunden-Rennen von Le Mans 2003

Stéphane Daoudi (* 11. September 1971 in Levallois-Perret) ist ein ehemaliger französischer Autorennfahrer.

## Karriere als Rennfahrer
Stéphane Daoudi begann seine Monopostokarriere 1992 in der französischen Formel-Renault-Meisterschaft. 1994 wurde er hinter Stéphane Sarrazin Gesamtzweiter dieser Meisterschaft. 1995 wechselte er in die Französische Formel-3-Meisterschaft, blieb dort jedoch erfolglos.
1996 stieg Daoudi in den GT- und Sportwagensport ein. Er fuhr in der französischen GT-Meisterschaft, wo er 2001 Gesamtzweiter in der NGT-Klasse wurde. Siebenmal war er beim 24-Stunden-Rennen von Le Mans am Start, wo er 2001 und 2002 den zweiten Rang in der LMP675-Klasse errang.

## Statistik

### Le-Mans-Ergebnisse
| Jahr | Team          | Fahrzeug               | Teamkollege         | Teamkollege           | Platzierung | Ausfallgrund     |
| ---- | ------------- | ---------------------- | ------------------- | --------------------- | ----------- | ---------------- |
| 2000 | Gérard Welter | WR LMP                 | Jean-Bernard Bouvet | Xavier Pompidou       | Ausfall     | Motorschaden     |
| 2001 | Gérard Welter | WR LMP01               | Yōjirō Terada       | Jean-René de Fournoux | Rang 19     |                  |
| 2002 | Gérard Welter | WR LM2001              | Jean-Bernard Bouvet | Jean-René de Fournoux | Rang 20     |                  |
| 2003 | Gérard Welter | WR LMP02               | Bastien Brière      | Jean-René de Fournoux | Ausfall     | Motorschaden     |
| 2004 | JMB Racing    | Ferrari 360 Modena GTC | Jaime Melo          | Jean-René de Fournoux | Ausfall     | Kraftübertragung |
| 2005 | JMB Racing    | Ferrari 575 GTC        | Jim Matthews        | Jean-René de Fournoux | Ausfall     | Motorschaden     |
| 2008 | JMB Racing    | Ferrari 430GT2         | Ben Aucott          | Alain Ferté           | Rang 25     |                  |

### Sebring-Ergebnisse
| Jahr | Team                 | Fahrzeug          | Teamkollege           | Teamkollege     | Platzierung | Ausfallgrund |
| ---- | -------------------- | ----------------- | --------------------- | --------------- | ----------- | ------------ |
| 2002 | Welter Racing        | WR LMP            | Jean-René de Fournoux | A. J. Smith     | Ausfall     | Motorschaden |
| 2003 | RWS-Yukos Motorsport | Porsche 911 GT3-R | Walter Lechner junior | Nikolai Fomenko | Ausfall     | Motorschaden |